# Alberoda
Alberoda ist ein Ortsteil der Großen Kreisstadt Aue-Bad Schlema im sächsischen Erzgebirgskreis, der seinen ländlichen Charakter weitgehend erhalten konnte. Das ehemals selbstständige Dorf und Rittergut wurde 1929 nach Aue eingemeindet. Mit der Fusion der Stadt Aue mit Bad Schlema wurde Alberoda zum 1. Januar 2019 einer von vier offiziellen Ortsteilen der Großen Kreisstadt Aue-Bad Schlema.

## Geographie

### Geographische Lage und Verkehr
Alberoda befindet sich im Westerzgebirge an der Grenze zum Landkreis Zwickau. Der Ort liegt im nordwestlich von Aue und südwestlich der Stadt Lößnitz am rechten Ufer der Zwickauer Mulde. Der Ort befindet sich im Tal des Alberodaer Bachs, welcher das Wasser vom ehemaligen Mühlenteich zur Zwickauer Mulde leitet. Westlich der mittleren Ortslage entstand ein Gewerbegebiet. In der westlichen Ortsflur befinden sich einige sanierte Halden aus der Zeit des Wismut-Bergbaus der Lagerstätte Schneeberg/Schlema/Alberoda im 20. Jahrhundert.
Die Staatsstraße 255 führt als Ortsumgehung und Zubringer zur Bundesautobahn 72, Anschlussstelle Hartenstein, westlich an Alberoda vorbei.

### Nachbarorte
|                             | Hartenstein                                 |         |
| Bad Schlema (Niederschlema) | Kompassrose, die auf Nachbargemeinden zeigt | Lößnitz |
|                             | Aue (Zelle)                                 |         |

## Geschichte

### Ortsgründung
Über die älteste Geschichte von Alberoda gibt es keine schriftlichen Nachrichten. In der Heimatliteratur wird behauptet, dass Alberoda ursprünglich aus zwei getrennten Orten, einem Rittergut und einem Waldhufendorf entlang der Reichsstraße bestand. Dieser von Händlern viel genutzte Fernhandelsweg berührte an der alten Wasserburg Edelhof Auer Gebiet. Die Endsilbe „roda“ im Ortsnamen deutet auf thüringische Siedler, die sich wohl hier niedergelassen hatten. Erste Dokumente verweisen auf einen Siedlungsbeginn im 12. Jahrhundert. Nieder- und Oberalberoda wuchsen anfangs des 15. Jahrhunderts zusammen.
Erst ab 1403 zeugen schriftliche Nachrichten vom Dorf, das in dieser Urkunde Albirnrodde genannt wurde. Im Jahr 1546, man schrieb schon Alberoda, gab es 23 besessene Mann, gemeint sind Bauernfamilien, die damals im einreihigen Waldhufendorf lebten.

Im Jahr 1497 war es Amtsdorf im Amt Hartenstein.

Der Ortsname wird auf den Personennamen Albero oder Albert zurückgeführt. Alberoda war also die Rodungssiedlung eines Albert.
Das Bauerndorf lag in der Schönburgischen Herrschaft, und seine Bewohner betrieben überwiegend Landwirtschaft.

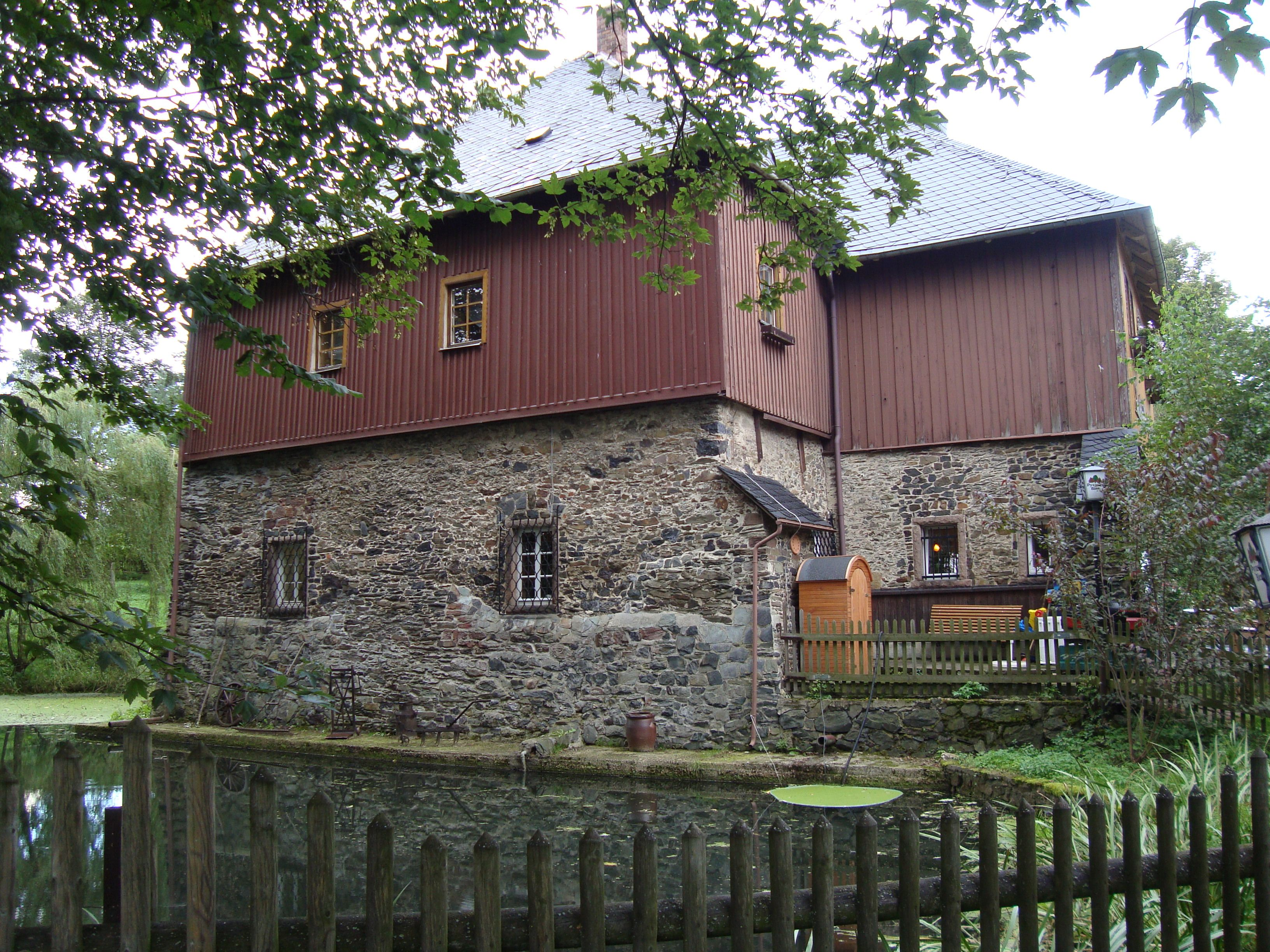
Edelhof Alberoda

Oberhalb von Alberoda gab es ein Walgut, eine von einem Wassergraben und mit einem Wall umgebene Wehranlage, die als Edelhof bekannt wurde. Die Schutz- und Wehrfunktion bezog sich auf die Lage des Ortes am Handelsweg zwischen Zwickau und Böhmen. Dieses Gut wurde 1424 in einer Lehnsakte genannt. Es lag in einem Quellgebiet, mit dessen Wasser die „Edelmann-Mühle“ angetrieben wurde. Die Besitzer der Bauernhöfe hatten den Herren des Edelhofs Hand- und Spanndienste zu leisten oder sie waren zins- und fronpflichtig. Im Jahr 1806 gab es 15 Pferdefron- und 7 Handfrongüter. Die Alberodaer unterstanden in dieser Zeit der Gerichtsbarkeit der Grafschaft Hartenstein und nicht dem Rittergut Edelhof.
Wie in zahlreichen deutschen Ortschaften gab es auch in Alberoda die Hexenverfolgung. Catharina Häußler geriet 1568 in einen Hexenprozess und wurde mit Landesverweis bestraft.

### Entwicklung ab dem 17. Jahrhundert

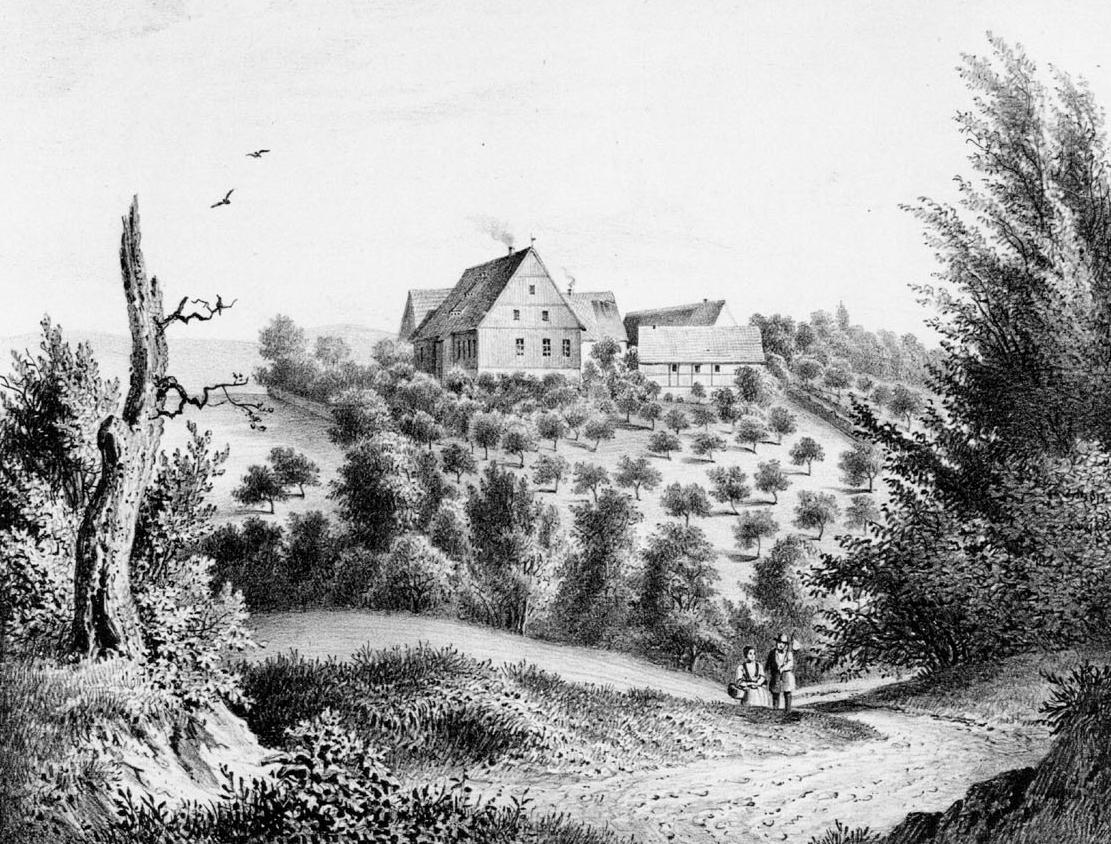
Alberoda: Rittergut Mitte des 19. Jahrhunderts

Nach Bränden in den Jahren 1617 und 1859 auf dem Gelände des Rittergutes und den folgenden Wiederaufbauarbeiten des Herrenhauses, der Wohnnutzung durch eine Strumpfwirkerfamilie, dem Umbau zu einer TBC-Heilstätte in den 1940er-Jahren und der Nutzung durch eine LPG zwischen 1952 und 1987 wurde das historische Gebäude der Mühle unter Denkmalschutz gestellt. Ein neuer Besitzer ließ die Mühle „Edelhof“ ab 1988 schrittweise restaurieren und zu einer Gaststätte mit Wohnräumen ausbauen. Im wehrhaft wirkenden Bruchsteinerdgeschoss befindet sich ein Raum mit Kreuzgratgewölbe. Das Sitznischenportal im südlich vorgezogenen Mittelbau hat einen profilierten Rundbogen und ein nach dem Wiederaufbau 1617 eingesetztes Wappen im Scheitel. Das Obergeschoss besteht teilweise aus 1943–1945 verbrettertem Fachwerk. Es ist mit einem Walmdach abgeschlossen. Die Befestigungsanlage mit Wall und Wassergraben ist noch erkennbar und war bis 1881 mit einer Zugbrücke versehen.

### Aufschwung ab dem Ende des 19. Jahrhunderts
Ende des 19. Jahrhunderts führte die schnelle Industrialisierung in Aue auch zum Zuzug von Familien nach Alberoda. So war der Bau einer Schule, eines Feuerwehrhauses und eines Amtshauses erforderlich. Die Schule konnte 1898 eröffnet werden. Feuerwehr und Amtshaus folgten bald. Im Jahr 1927 erhielt der Ort eine erste Omnibusverbindung nach Aue. Am 1. August 1929 feierten die Einwohner die Eingemeindung nach Aue. Damit endete die rund 750 Jahre dauernde Eigenständigkeit der bäuerlichen Ansiedlung.

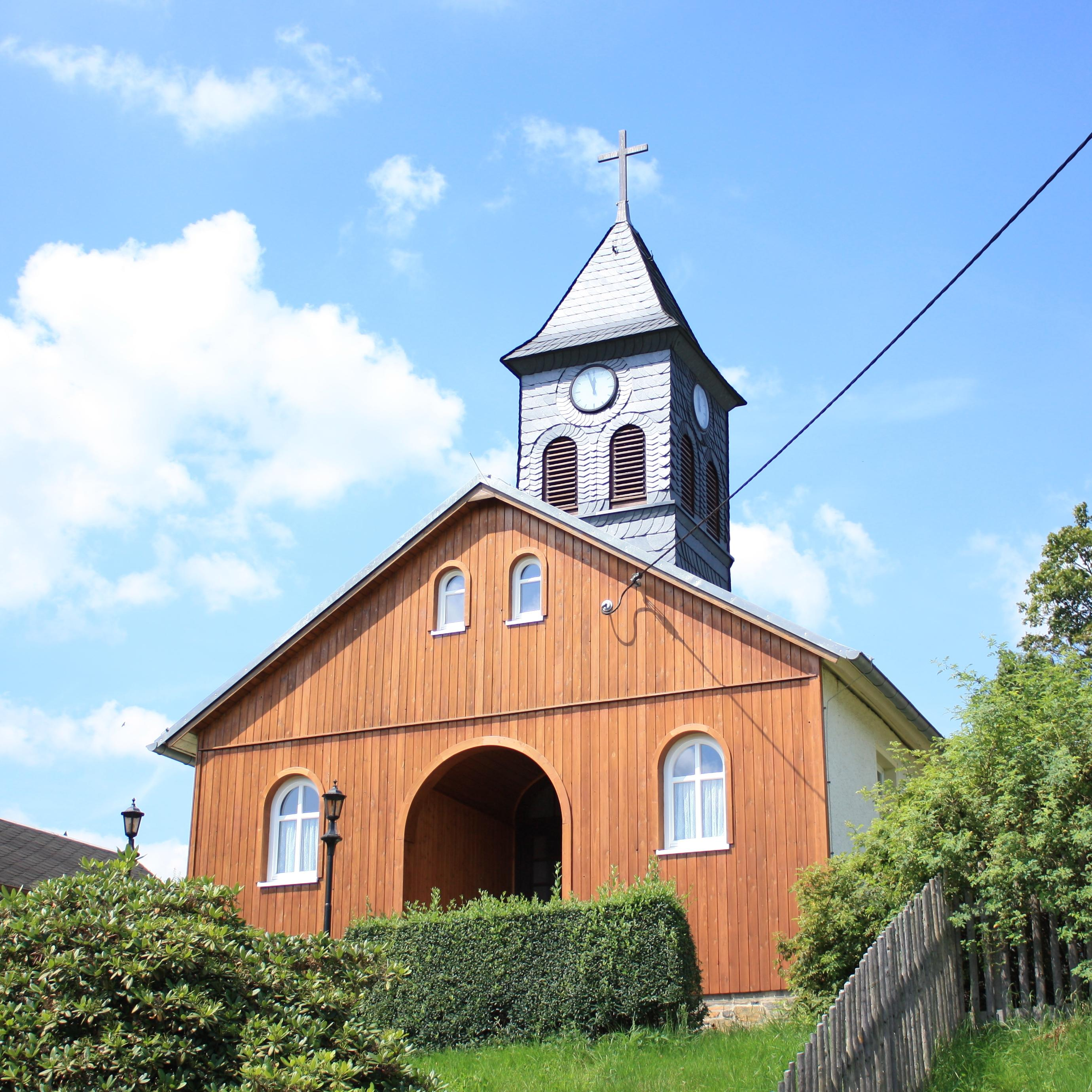
Kapelle in Alberoda

Nach dem Zweiten Weltkrieg setzte eine verstärkte Nutzung des Gebietes durch die Wismut ein. Es entstanden zahlreiche Anlagen und Gebäude, unter anderem der Schacht 276. Am 15. November 1950 legten Einwohner den Grundstein für die erste eigene Kirche. Am 28. Oktober 1951 konnte die Einweihung gefeiert werden.
Die noch immer vorhanden gewesenen Bauernhöfe schlossen sich in den 1960er Jahren in der LPG Alberoda zusammen. Die Bauern nahmen 1967 eine Schweinemastanlage mit 1300 Mastplätzen in Betrieb und erzeugten damit rund 350 Tonnen Fleischprodukte im Jahr.
Nach der Wende wurden die Bauerngehöfte reprivatisiert. Einige Bauern bewirtschaften ihre alten Felder wieder, eine Straußenfarm siedelte sich an und einige Gewerbebetriebe und Beherbergungseinrichtungen fassten Fuß. Das neu geschaffene Gewerbegebiet spielt bei der wirtschaftlichen Weiterentwicklung Alberodas und damit Aues eine große Rolle.

### Im 21. Jahrhundert
Der Zensus im Mai 2011 ergab für den Ortsteil Alberoda 1060 Einwohner, die Bevölkerungsdichte betrug damit 600 Personen pro Quadratkilometer.
Nach mehreren Anläufen zur Vergrößerung des Stadtgebietes Aue mit dem Endziel einer Großstadt Silberberg wurde Alberoda zum 1. Januar 2019 einer von vier offiziellen Ortsteilen der Großen Kreisstadt Aue-Bad Schlema. Die Einwohner betreiben zu großen Teilen eine kleine Landwirtschaft zur Eigenversorgung oder sind am Tourismus beteiligt. Das Gewerbegebiet floriert und wächst stetig.
Das Feuerwehrhaus wird ab August 2021 komplett neu gebaut. Nach einigen organisatorischen Vorbereitungen hat der Baustart im August 2021 begonnen.